# 上师

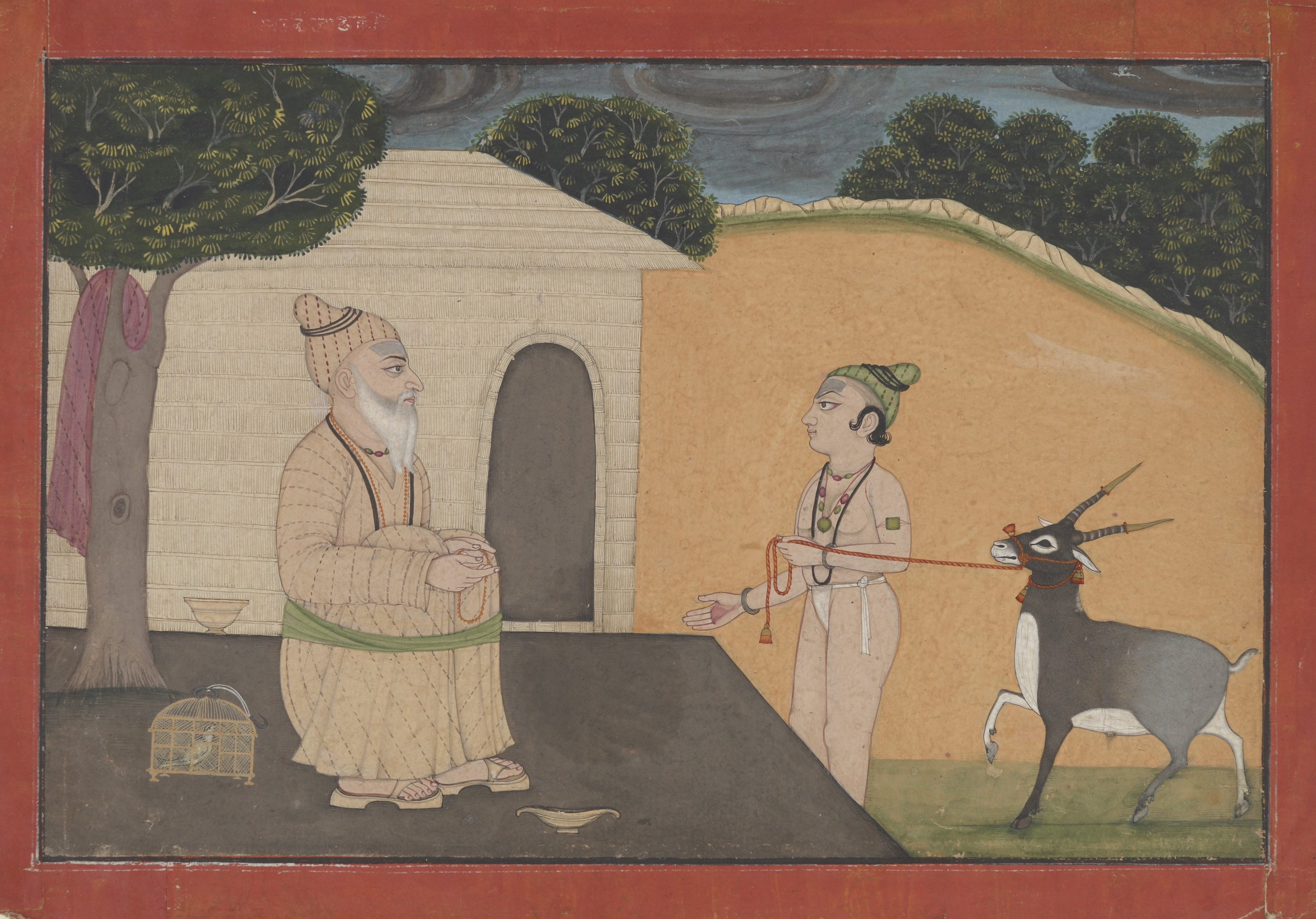
上師與施密提（Guru-smiti）的關係。水彩畫，印度旁遮普山區，1740年。

宗師一詞最早出自《莊子 大宗師》，“宗”指敬仰、尊崇，“大宗师”意思是最值得敬仰的、尊崇的老师，也就是“道”，意为开创、传授道理，有成就又受人尊崇的老师，簡稱大師、宗師。對應在印度教和佛教教內的稱呼是上師（羅馬化：guru），又譯為古魯、咕嚕、師、上師、道師，意為教師或導師，指在某個領域中具備深厚知識、經驗，可指導方向，教育他人的大師。
這個詞經常被當成宗教性術語來使用。在道教、儒教、儒家、武術流派中，經常被用以尊稱極具影響力的人物。在印度教及錫克教中，指引你靈性發展的宗教導師都被稱為上師。在藏傳佛教中也經常使用這個稱號，仁波切是藏傳佛教對上師的一種尊稱。藏語中的喇嘛對應到梵文的上師。密宗僧侶常把傳授自己祕法或儀軌的上師，尊稱為阿闍梨。

## 道家
宗师一詞最早出自《莊子 大宗師》，“宗”指敬仰、尊崇，“大宗师”意思是最值得敬仰、尊崇的老师，也就是“道”，意为开创、传授道理，有成就又受人尊崇的老师。庄子认为自然和人是浑一的，人的生死变化是没有什么区别的，因而他主张清心寂神，离形去智，忘却生死，顺应自然大道。
《大宗師》全文可以分为九个部分。第一部分至“是之谓真人”，虚拟一理想中的“真人”，“真人”能做到“天”、“人”不分，因而“真人”能做到“无人”、“无我”。“真人”的精神境界就是“道”的形象化。第二部分至“而比于列星”，从描写“真人”逐步转为述说“道”，只有“真人”才能体察“道”，而“道”是“无为无形”而又永存的，因而体察“道”就必须“无人”、“无我”。这两段是全文论述的主体。第三部分至“参寥闻之疑始”，讨论体察“道”的方法和进程。第四部分至“蘧然觉”，说明人的死生存亡实为一体，无法逃避，因而应“安时而处顺”。第五部分至“天之小人也”，进一步讨论人的死和生，指出死和生都是“气”的变化，是自然的现象，因而应“相忘以生，无所终穷”，只有这样精神才会超脱物外。第六部分至“乃入于寥天一”，说明人的躯体有了变化而人的精神却不会死，安于自然、忘却死亡，便进入“道”的境界而与自然合成一体。第七部分至“此所游已”，批判世俗的仁义和是非观念，指出世俗價值是对人的精神摧残。第八部分至“丘也请从而后也”，论述“离形去知，同于大通”是进入“道”的境界的方法。余下为第九部分，说明一切都由“命”所安排，即非人为之力所安排。

## 印度教
印度教的虔信派十分重视上师。印度教中一些瑜伽因為有危险性，一定要上师指导下才可学。
上師也是錫克教的核心，沒有上師指導任何修行也不得成就。

## 密宗
佛教密宗中，上師的概念是至高無上的，是教授精神和宗教知識的老師，佛陀被稱為Lokagaru，意思是“世界的老師”。
在密宗教義中，密宗的修持需要上师灌顶和指導，反之則不得成就。上师與弟子结下师徒关系以后，就是生生世世的，直到弟子成佛為止。在密續中，上師等同於佛陀，他的指示永遠不應該被違反。
在藏傳密宗中，上師的地位比所有護法神也高(被稱為金剛上師)，他是佛,法,僧的具體示現。